# Série de Balmer
A série de Balmer ou linhas de Balmer em física atômica, é a designação de um de seis diferentes tipos de séries descrevendo as emissões do átomo de hidrogênio na linha espectral.

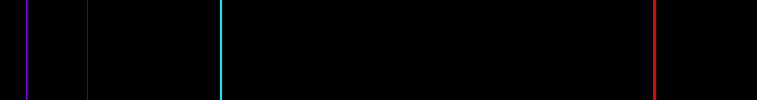
As quatro linhas de emissões de hidrogênio visíveis no espectro na série de Balmer

A série de Balmer é calculada usando a fórmula de Balmer, uma equação empírica descoberta por Johann Balmer em 1885.
O espectro de luz visível do hidrogênio mostra quatro comprimentos de onda, 410 nm, 434 nm, 486 nm, e 656 nm, que refletem as emissões de fótons por elétrons em estado excitado transitando ao nível quântico descrito pelo número quântico principal n igual a 2.